# Stenomesson
Stenomesson, rod lukovičastih trajnica iz porodice zvanikovki. Postoje 17 priznatih vrsta autohtonih u Boliviji, sjevernom Čileu, Peruu i Ekvadoru Nekada tipični rod tribusa Stenomesseae, danas uklopljen u Eucharideae.
Rod je opisan 1821.

## Vrste
1. Stenomesson aurantiacum (Kunth) Herb.
2. Stenomesson breviflorum Herb.
3. Stenomesson campanulatum Meerow
4. Stenomesson chilense Ravenna
5. Stenomesson chloranthum Meerow & van der Werff
6. Stenomesson ecuadorense Meerow, Oleas & L.Jost
7. Stenomesson flavum (Ruiz & Pav.) Herb.
8. Stenomesson gasteroides Ravenna
9. Stenomesson leucanthum (Ravenna) Meerow & van der Werff
10. Stenomesson miniatum (Herb.) Ravenna
11. Stenomesson moldenkei Traub
12. Stenomesson parvulum Ravenna
13. Stenomesson pauciflorum (Lindl. ex Hook.) Herb.
14. Stenomesson pearcei Baker
15. Stenomesson rupense Ravenna
16. Stenomesson vitellinum Lindl.
17. Stenomesson weberbaueri (Vargas) Ravenna